# Strigulales
Strigulales is een orde van Eurotiomycetes uit de klasse Dothideomycetes. Het typegeslacht is Strigula.

## Taxonomie
De taxonomische indeling van Strigulales is als volgt:
Orde: Strigulales
- Familie: Strigulaceae
- Familie Tenuitholiascaceae